# Mačvanski Pričinović
Mačvanski Pričinović (en serbe cyrillique : Мачвански Причиновић) est une localité de Serbie située sur le territoire de la ville de Šabac, district de Mačva. Au recensement de 2011, elle comptait 1 595 habitants.
Mačvanski Pričinović, officiellement classé parmi les villages de Serbie, est situé sur les bords du Jerez, un affluent de la Save. La localité est également connue sous le nom  de Pričinović.

## Démographie

### Évolution historique de la population
| 1948  | 1953  | 1961  | 1971  | 1981  | 1991  | 2002  | 2011  |
| ----- | ----- | ----- | ----- | ----- | ----- | ----- | ----- |
| 2 046 | 2 164 | 2 140 | 2 022 | 2 174 | 2 324 | 1 976 | 1 595 |

|  |